# Begum
Begum, afghansk muslimsk dynasti som härskade över ett rike i nuvarande indiska delstaten Madhya Pradesh. Härskarna bar titeln "nawab".

## Regentlängd (regeringsperiod)
- Nawab Dost Muhammad Khan, 1723-1740
- Nawab Muhammad Khan, 1740
- Nawab Yar Muhammad Khan, 1740-1754
- Nawab Faid Muhammad Khan, 1754-1777
- Nawab Hayat Muhammad Khan, 1777-1807
- Nawab Wazir Muhammad Khan, 1807-1816
- Nawab Nadhr Muhammad Khan, 1816-1820
- Nawab Polo Khan (Nawab of khora siyal)
- Begum Kudsiyya, 1820-1844
- Begum Sikandar, 1844-1868
- Begum Shah Jahan, 1868-1901
- Begum Sultan Jehan, 1901-1926
- Nawab Sir Muhammad Hamidullah Khan Bahadur, 1926-
- Nawab Mahfooz Ali Khan